# Li Minhua
Minhua Li (李敏华 - Lǐ Mǐnhuá), nota anche con lo pseudonimo di Minghua Lee Wu (Wuxian, 2 novembre 1917 – 19 gennaio 2013), è stata un'ingegnera e fisica cinese.
Fu inoltre un'esperta in meccanica dei solidi.
Prima donna a conseguire un dottorato di ricerca in ingegneria meccanica presso il Massachusetts Institute of Technology (MIT), è stata una delle scienziate fondatrici dell'Istituto di Meccanica della Chinese Academy of Sciences (CAS), ed è stata eletta accademica nel 1980. Anche suo marito Wu Zhonghua è stato un eminente fisico e accademico della CAS.

## Biografia
Li nacque il 2 novembre 1917 a Wuxian (ora Suzhou), nella provincia cinese di Jiangsu. Si laureò alla Wu Pen Girls' School di Shanghai e fu ammessa all'Università Tsinghua nel 1935. Dopo la seconda guerra sino-giapponese scoppiata nel 1937, Tsinghua e diverse altre università furono evacuate e da Pechino furono trasferite a sud a Kunming, nella provincia dello Yunnan, dove unirono le loro risorse, che erano diminuite, per formare la temporanea National Southwestern Associated University (Lianda). Li scelse così di studiare ingegneria aeronautica per contribuire alla difesa nazionale cinese. Fu tra gli studenti di prima classe a laurearsi presso il Dipartimento di Ingegneria Aeronautica di Lianda nel 1940, e fu assunta come membro di facoltà dall'università. Nel 1943 sposò Wu Zhonghua, che si era già distinto nell'ambito della fisica.
Nel 1944 Li e Wu si trasferirono negli Stati Uniti per studiare al Massachusetts Institute of Technology. Li studiò ingegneria meccanica, mentre Wu si specializzò nello studio dei motori a combustione interna. Li diede alla luce due figli durante il periodo di studi al MIT, e la coppia si alternò nella cura dei bambini. Conseguì la laurea specialistica nel 1945 e il Doctor of Science (equivalente al dottorato) nel 1948, superando la discriminazione sessuale allora prevalente e diventando la prima studentessa del MIT a conseguire un dottorato in ingegneria meccanica.
Dopo la laurea presso il MIT, Li e Wu svolsero entrambi attività di ricerca presso il Lewis Propulsion Laboratory del National Advisory Committee for Aeronautics (NACA, il predecessore della NASA). Pubblicò diversi rapporti del NACA e fu eletta a socio onorario Sigma Xi.
Con lo scoppio della guerra di Corea, le relazioni tra gli Stati Uniti e la nuova Repubblica popolare cinese diventarono apertamente ostili, e Li e Wu decisero di non lavorare più per l'esercito americano. Abbandonarono quindi il NACA per diventare professori al Politecnico di Brooklyn nel 1951. Nel 1954 decisero di tornare in Cina, e per evitare i sospetti da parte del governo degli Stati Uniti, la famiglia si trasferì in Gran Bretagna nel mese di agosto, apparentemente per motivi di vacanza. Da lì viaggiarono attraverso la Svizzera e l'Austria fino alla Cecoslovacchia, arrivando infine a Pechino alla fine dell'anno, attraversando l'Unione Sovietica.
Tornati in Cina, Li e Wu furono accolti dal Premier Zhou Enlai. Li iniziò a lavorare presso l'Istituto di Meccanica della Chinese Academy of Sciences (CAS), che era stata fondata da Qian Xuesen e Qian Weichang, come capo del gruppo di studio sulla plasticità dei materiali, uno dei quattro gruppi di ricerca dell'istituto. Nel 1958 fu nominata capo del team di studio sulla meccanica dei solidi presso la University of Science and Technology of China, fondata da poco. Nel 1959, divenne scienziata senior presso il First Design Institute del CAS e partecipò alla progettazione del sistema di lancio satellitare cinese. Fu eletta accademica del CAS nel 1980.
Li diede importanti contributi alla ricerca aerospaziale in Cina. Il suo articolo "General plastic behaviour and method of solution for plane stress problems with axial symmetry in strain hardening range considering finite strain" ("Comportamento plastico generale e metodo di soluzione per problemi di sollecitazione piana con simmetria assiale nell'intervallo di indurimento per deformazione considerando la deformazione finita") vinse lo State Natural Science Award (terza classe) nel 1956. Nel 1959 guidò un team che progettò il primo sistema della Cina di test istantaneo del carico termico per il razzo vettore satellitare. Negli anni '70 sviluppò un metodo per analizzare i difetti nelle turbomacchine aerospaziali e gli fu consegnato il Major Achievement Award del 1978 dal CAS. La sua ricerca sui difetti del motore la portò in seguito a concentrarsi sugli studi sulla fatica dei materiali, che continuò a studiare fino all'età di ottant'anni. A partire dal 1982, ha organizzato una conferenza nazionale biennale sulla fatica dei materiali.
Morì il 19 gennaio 2013, all'età di 95 anni.